# 3360 Syrinx
3360 Syrinks este un asteroid din grupul Alinda și din grupul Apollo, descoperit pe 4 noiembrie 1981 de E. Helin și Scott Dunbar.

## Denumirea asteroidului
Asteroidul a primit numele unei nimfe, Syrinx, din Mitologia greacă.

## Caracteristici
Asteroidul intersectează orbita planetei Marte. Se va apropia de Terra, la mai puțin de 40.000.000 de kilometri, de trei ori în secolul al XXI-lea: la 33.000.000 de kilometri în 2029, la 40.000.000 de kilometri în 2070 și la 27.000.000 de kilometri în 2085.